# Cleidogona lachesis
Cleidogona lachesis är en mångfotingart som beskrevs av Shear 1982. Cleidogona lachesis ingår i släktet Cleidogona och familjen Cleidogonidae. Inga underarter finns listade i Catalogue of Life.